# 331 př. n. l.

## Události
- duben – Alexandr Veliký zakládá Alexandrii v Egyptě.
- 1. říjen – bitva u Gaugamél, Alexandr Veliký definitivně poráží Dareia III.
- bitva u Pandosie – épeirský král Alexandr I., strýc Alexandra Velikého, je poražen a zabit Samnity.
- bitva u Megalopole – Antipatros, regent Alexandra Velikého v Řecku a Makedonii poráží Sparťany.
- byla podepsána dohoda o neútočení mezi Kelty a Římany, která trvala 30 let

## Narození
- ? – Kleanthés z Assu, starořecký filozof († 251 př. n. l.)

## Úmrtí
- Alexandr I., král épeirský

## Hlava státu
- Perská říše – Dareios III. (336 – 330 př. n. l.)
- Egypt – Alexandr III. Veliký (332 – 323 př. n. l.)
- Bosporská říše – Pairisades I. (349 – 311 př. n. l.)
- Kappadokie – satrapa Ariarathes I. (350 – 331 př. n. l.) » král Ariarathes I. (331 – 322 př. n. l.)
- Bithýnie – Bas (376 – 326 př. n. l.)
- Sparta – Kleomenés II. (370 – 309 př. n. l.) a Ágis III. (338 – 331 př. n. l.) » Eudamidas I. (331 – 305 př. n. l.)
- Athény – Nicites (332 – 331 př. n. l.) » Aristophanes (331 – 330 př. n. l.)
- Makedonie – Alexandr III. Veliký (336 – 323 př. n. l.)
- Epirus – Alexander I. (343 – 331 př. n. l.) » Aeacides (331 – 313 př. n. l.)
- Římská republika – konzulové C. Valerius Potitus a M. Claudius Marcellus (331 př. n. l.)
- Syrakusy – vláda oligarchie (337 – 317 př. n. l.)
- Kartágo – Gisco (337 – 330 př. n. l.)
- Numidie – Zelalsen (343 – 274 př. n. l.)